# Rasmus Dahlin
Rasmus Dahlin (* 13. April 2000 in Trollhättan) ist ein schwedischer Eishockeyspieler, der seit Juli 2018 bei den Buffalo Sabres in der National Hockey League unter Vertrag steht und das Team seit September 2024 als Kapitän anführt. Der Verteidiger wurde im NHL Entry Draft 2018 als First Overall Draft Pick von den Sabres ausgewählt.

## Karriere

### Jugend
Rasmus Dahlin durchlief die Jugendabteilungen des HC Lidköping aus Lidköping, unweit seiner Heimatstadt Trollhättan. Für den HC absolvierte der Verteidiger bereits in der Saison 2014/15, im Alter von 14 Jahren, in der fünftklassigen Division 3 seine ersten zehn Spiele im Herrenbereich. Anschließend wechselte er zur Spielzeit 2015/16 zum Frölunda HC nach Göteborg, wo er hauptsächlich in der J18 Allsvenskan, der höchsten, sowie in der J18 Elit, der zweithöchsten schwedischen Spielklasse auf U18-Niveau zum Einsatz kam.

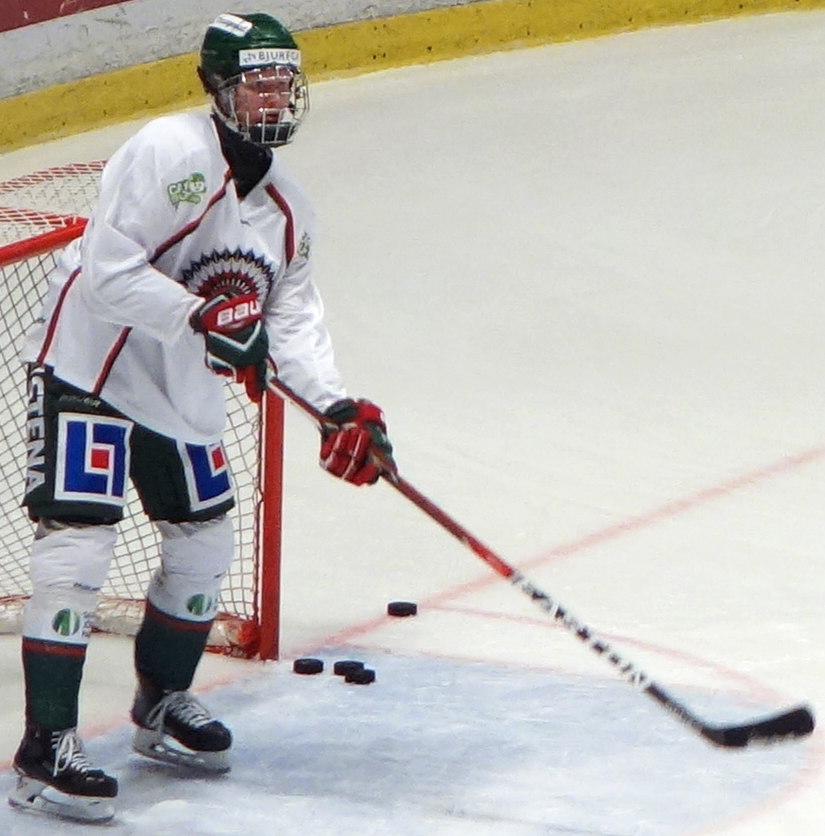
Rasmus Dahlin im Trikot des Frölunda HC

Bereits im Oktober 2016 gab Dahlin sein Debüt für Frölunda in der Svenska Hockeyligan (SHL), der höchsten Profiliga Schwedens, und war dabei der erste in den 2000er Jahren geborene Spieler der Liga. Zudem verzeichnete er prompt ein Tor und eine Vorlage und wurde damit zum zweitjüngsten Torschützen in der SHL-Geschichte (nach Oliver Kylington, 2013). Im Verlauf der Saison absolvierte der Abwehrspieler 40 Ligapartien für Frölunda und gewann mit dem Team außerdem die Champions Hockey League. Parallel dazu stand der Schwede aber auch in 25 Spielen für die U20 des Vereins in der J20 SuperElit auf dem Eis, der höchsten Juniorenliga des Landes. Mit Beginn der Spielzeit 2017/18 etablierte er sich im Profiteam des Frölunda HC.

### NHL
Dahlin gilt als eines der größten Talente im Welteishockey und wurde bereits frühzeitig als wahrscheinlicher First Overall Draft Pick im NHL Entry Draft 2018 gehandelt. Dabei wurden vor allem seine technischen und offensiven Qualitäten hervorgehoben, so gilt er als herausragender Schlittschuhläufer und Passgeber. In diesem Zusammenhang wurden bereits Vergleiche mit Erik Karlsson angestellt, der ebenfalls als Offensivverteidiger heraussticht und in Frölunda ausgebildet wurde. Im eigentlichen Draft wurde er erwartungsgemäß an erster Gesamtposition von den Buffalo Sabres ausgewählt und wurde damit zum zweiten Schweden nach Mats Sundin (1989), der als Gesamterster im Draft berücksichtigt wurde. Die Sabres statteten Dahlin im Juli 2018 mit einem Einstiegsvertrag aus.
In der anschließenden Saisonvorbereitung erspielte sich Dahlin einen Platz im Aufgebot der Sabres und debütierte somit Anfang Oktober 2018 in der NHL. Im November 2018 wurde er von der NHL als Rookie des Monats ausgezeichnet. Insgesamt kam er in der Spielzeit auf 44 Punkte, womit er sich auf Rang drei der Rookie-Scorerliste platzierte. Darüber hinaus verzeichnete als 18-jähriger Verteidiger in der NHL-Historie nur sein Trainer Phil Housley mehr Punkte als Dahlin, der in dieser Hinsicht unter anderem Bobby Orr übertraf. Er beendete seine erste NHL-Spielzeit mit 44 Punkten aus 82 Spielen und wurde im NHL All-Rookie Team berücksichtigt. Im Folgejahr bestätigte er diese Statistik in etwa, benötigte dafür in der verkürzten Saison 2019/20 jedoch deutlich weniger Partien (59).
Im September 2021 unterzeichnete Dahlin als Restricted Free Agent einen neuen Dreijahresvertrag in Buffalo, der ihm ein durchschnittliches Jahresgehalt von sechs Millionen US-Dollar einbringen soll. Anschließend erhielt er im Oktober 2023 einen neuen Achtjahresvertrag mit einem Gesamtvolumen von 88 Millionen US-Dollar bei den Sabres, der mit Beginn der Saison 2024/25 Gültigkeit besitzt. Zum Zeitpunkt der Unterzeichnung würde ihn dies nach Erik Karlsson (11,5 Mio. Jahresgehalt) und gemeinsam mit Drew Doughty zum zweitbest bezahlten Verteidiger der Liga machen. Im September 2024 übernahm Dahlin das Amt des Mannschaftskapitäns bei den Sabres und trat dabei die Nachfolge von Kyle Okposo an.

### International
Erste internationale Erfahrungen sammelte Dahlin beim Ivan Hlinka Memorial Tournament 2016, bei dem er mit der schwedischen U18-Auswahl ebenso den vierten Platz belegte, wie ein knappes halbes Jahr später bei der U20-Weltmeisterschaft 2017. Bei Letzterer wurde der Verteidiger zum jüngsten Spieler aller Zeiten, der das Trikot der Tre Kronor bei einer U20-Weltmeisterschaft trug. Im April 2017 debütierte er wenige Tage nach seinem 17. Geburtstag bei einem Testspiel gegen Belarus in der A-Nationalmannschaft Schwedens und wurde somit zum drittjüngsten Spieler der Geschichte sowie zum jüngsten Spieler seit fast 60 Jahren, der für die Tre Kronor auflief. Zwei weitere Einsätze folgten beim Karjala Cup als Teil der Euro Hockey Tour im November 2017.
Anschließend war Dahlin erneut Teil des schwedischen Aufgebots bei der U20-Weltmeisterschaft 2018, bei der das Team erst im Finale der kanadischen Auswahl unterlegen war. Dahlin wurde mit sechs Vorlagen in sieben Spielen als bester Verteidiger ausgezeichnet sowie ins All-Star-Team des Turniers gewählt. Im Mai 2018 wurde Dahlin für sein Verhalten während der Medaillenzeremonie – wie auch einige seiner Teamkollegen und Trainer – für zwei Spiele der U20-Weltmeisterschaft 2019 gesperrt.
Im Januar 2018 wurde bekanntgegeben, dass Dahlin ins schwedische Aufgebot für die Olympischen Winterspiele 2018 berufen wurde. Dabei profitierte er von der Entscheidung der NHL, die Saison für diese Winterspiele nicht zu unterbrechen und ihre Spieler somit für eine Teilnahme zu sperren. In Pyeongchang belegte die Mannschaft schließlich den fünften Platz, wobei der Abwehrspieler jedoch nur zwei Partien absolvierte. Einen weiteren fünften Platz belegte er mit den Tre Kronor bei der Weltmeisterschaft 2022, ehe bei der Weltmeisterschaft 2024 die Bronzemedaille folgte.

## Erfolge und Auszeichnungen
| - 2017 Champions-Hockey-League-Gewinn mit dem Frölunda HC - 2018 NHL-Rookie des Monats November - 2019 NHL All-Rookie Team | - 2022 Teilnahme am NHL All-Star Game - 2024 Teilnahme am NHL All-Star Game |

### International
- 2018 Silbermedaille bei der U20-Weltmeisterschaft
- 2018 Bester Verteidiger der U20-Weltmeisterschaft
- 2018 All-Star-Team der U20-Weltmeisterschaft
- 2024 Bronzemedaille bei der Weltmeisterschaft

## Karrierestatistik
Stand: Ende der Saison 2024/25

### International
Vertrat Schweden bei:
| - Ivan Hlinka Memorial Tournament 2016 - U20-Junioren-Weltmeisterschaft 2017 - U20-Junioren-Weltmeisterschaft 2018 - Olympischen Winterspielen 2018 | - Weltmeisterschaft 2022 - Weltmeisterschaft 2024 - 4 Nations Face-Off 2025 |

(Legende zur Spielerstatistik: Sp oder GP = absolvierte Spiele; T oder G = erzielte Tore; V oder A = erzielte Assists; Pkt oder Pts = erzielte Scorerpunkte; SM oder PIM = erhaltene Strafminuten; +/− = Plus/Minus-Bilanz; PP = erzielte Überzahltore; SH = erzielte Unterzahltore; GW = erzielte Siegtore; 1 Play-downs/Relegation; Kursiv: Statistik nicht vollständig)